# Лев и ястреб
«Лев и ястреб» — англо-югославский фильм 1984 года режиссёра Питера Устинова, экранизация романа 1955 года «Тощий Мемед» турецкого (курдского) писателя Яшара Кемаля. Фильм, как и роман, запрещён в Турции.

## Сюжет
Турция, 1923 год, молодой крестьянин, осмелившись нарушить многовековые традиции, влюбляется в красивую молодую девушку, которая обещана племяннику могущественного и коррумпированного губернатора провинции Абди-Аги. Преследуемый людьми Абди-Аги он вступают в перестрелку, и убивает племянника губернатора. Девушку заключают в тюрьму. Мемед присоединяется к группе разбойников, борющихся против богатых и могущественных землевладельцев, которые контролируют жизнь местных жителей и делают их жизнь невыносимой. Для уничтожения разбойников губернатор призывает турецкую армию. Мемед полон решимости спасти Хатче и уничтожить Абди Агу.

## В ролях
- Питр Устинов — Абди Ага
- Герберт Лом — Али Сафа-бей
- Денис Куилли — Реджеп
- Майкл Элфик — Джаббар
- Саймон Даттон — Мемед
- Леони Меллингер — Хатчи
- Шивон Маккенна — Ироз
- Реля Башич — сумасшедший Дурду
- Эрнест Кларк — отец Хатчи
- Розали Кратчли — мать Хатчи
- Марн Мэйтленд — Сулейман
- Уолтер Готелл — сержант Асим
- Майкл Гоф — Керим-оглы
- Томас МакКенна — Дурсан
- Джефри Уикхэм — капитан Фарук

## История создания фильма
В 1955 году вышел роман «Мемед, мой Ястреб» — первый роман турецкого писателя Яшара Кемаля, за который он был номинирован на Нобелевскую премию по литературе.
Киностудия «20-й век Фокс», возглавлявшаяся тогда Дэррилом Зануком, приобрела права на экранизацию. Занук объявил, что киностудия собирается снять эпический фильм. В актерский состав на роль Абди Ага был утверждён Питр Устинов. Однако, тогдашнее турецкое правительство попросило Госдепартамент США вмешаться, чтобы студия отказалась от съёмок. Причиной этого было убеждение турецкого правительства, что роман был коммунистической пропагандой. Киностудия подчинилась давлению, проект был свёрнут.
В 1980 году проект был возрождён благодаря турку Фуаду Кавуру, оперному режиссёру, работавшему с Устиновым. Кавур выкупил права на фильм и ему удалось собрать деньги на съёмку.
Считая, что фильм нужно снимать в Турции, Кавур получил разрешение на съёмки от тогдашнего премьер-министра Турции социалиста Бюлента Эджевита. Однако, цензурный комитет отказался дать разрешение, и Эджевит отреагировал на это решение, распустив комитет. Это стало главной новостью в Турции, поскольку представляло собой конфронтацию между Эджевитом и контролируемым военными цензурным комитетом. Вскоре Эджевит, возглавлявший правительство меньшинства, потерял вотум доверия в парламенте, и он и его кабинет пали. Новая администрация, возглавляемая Сулетменом Демирелем, который был лидером правой партии, поддержала решение цензурного комитета, и разрешение на съёмку фильма было отозвано.
В 1984 году Кавур решил снять фильм в Югославии, где работа над фильмом прошла без проблем.
Премьера состоялась в Лондоне под эгидой ЮНИСЕФ, присутствовали принц и принцесса Кентские, а также около тридцати послов иностранных государств; турецкий посол игнорировал приглашение.
Турецкое правительство объявило о запрете фильма в Турции, вскоре после этого Фуад Кавур, продюсер фильма, отказался от своего турецкого гражданства в знак протеста.
По состоянию на 2012 год в Турции показ фильма в кинотеатрах, трансляция по телевидению или продажа на видеоносителях оставались под запретом.